# Ente di gestione delle aree protette delle Alpi Cozie
L'Ente di gestione delle aree protette delle Alpi Cozie è un ente strumentale della Regione Piemonte, istituito nel 2009
All'ente sono affidati in gestione:
- il Parco naturale del Gran Bosco di Salbertrand
- il Parco naturale della Val Troncea
- il Parco naturale Orsiera-Rocciavrè
- la Riserva naturale dell'Orrido di Chianocco
- la Riserva naturale dell'Orrido di Foresto
- il Parco naturale dei Laghi di Avigliana

L’ente gestisce, inoltre, una decina di siti della rete Natura 2000 collocati nella Città metropolitana di Torino.